# Фирентинска република
Фирентинска република (итал. Repubblica Fiorentina), или Република Фиренца, је била средњовековна град-држава, која се налазила око града Фиренце.
Успон Фиренце датира из времена сукоба римских папа и царева Светог римског царства у XII веку. Смрћу књегиње Матилде из Каноса 1115. године урушила се структура италијанске маркгрофовије, територијалне организације власти између Царства и градова. Фиренца је себе прогласила за слободну комуну бирајући сама своје челнике, конзуле.